# Baron Davis
Baron Walter Louis Davis (Los Ángeles, California, 13 de abril de 1979) es un exjugador de baloncesto estadounidense que disputó 13 temporadas en la NBA. Con 1,91 metros de altura, jugaba en la posición de base.

## Carrera

### High School
La abuela de Davis, Lela Nicholson, fue la que le animó para jugar al baloncesto. Con su estímulo, consiguió una beca para jugar en Crossroads School, una prestigiosa escuela privada de Santa Mónica, California, donde estudió con los niños de la élite de California (una de sus compañeras era la actriz Kate Hudson, que sigue siendo amiga de Davis y acude con frecuencia a algunos de sus partidos de la NBA).
Durante el tiempo que estuvo en Crossroads School, creció sorprendentemente más de 10 centímetros entre su primer año de estudiante y el segundo, pasando de 1,78 a 1,91 metros. Ahora capaz de matar el aro, Davis utilizó su explosividad y habilidades como jugador exterior para registrar unos números fantásticos en la cancha, llevando a su equipo, el Christ The King HS de Queens, NY, al prestigioso torneo Beach Ball Classic. Fue seleccionado para el McDonald's All-American Game en 1997 (donde ganó el concurso de mates a pesar de ser el jugador más bajo de la competición) y jugando con futuros jugadores NBA, como Elton Brand, Shane Battier, Larry Hughes y Ron Artest.

### Universidad
Después de esa etapa, prestigiosas universidades se disputaron sus servicios, y con ofertas de Kansas, Georgia Tech y UCLA (entre otras escuelas), Davis escogió UCLA como su escuela, de modo que pudiera jugar "en casa" cerca de su familia y amigos. Durante este tiempo, Davis estuvo implicado en un escándalo de menor importancia, referente a que conducía en 1991 un Chevy Blazer, un regalo de su hermana, entonces empleada de UCLA. El coche le fue vendido a ella por un miembro de la familia de Jim Harrick. En aquel momento Harrick era el entrenador del equipo masculino de baloncesto de UCLA, presentando un conflicto de interés y una violación de reclutamiento potencial, desde que un rumor decía que el coche fue comprado por debajo del valor comercial. El incidente fue aclarado cuando fue descubierto que la hermana de Davis, de hecho, había comprado el coche en el precio mencionado del azul-libro. Davis entonces entró en UCLA sin problemas. Davis fue nombrado "estudiante del año" en primer año y fue seleccionado para el tercer equipo "All-American" en su segundo año de estudiante.
En los dos años que Davis estuvo en UCLA, hizo un promedio de 13,6 puntos y de 5,1 asistencias para los Bruins. Mientras se caía tras hacer un mate durante un partido del torneo de la NCAA en su primer año, se torció su ligamento cruzado anterior. Asombrosamente, se recuperó para la siguiente temporada consiguiendo casi toda la velocidad, rapidez y explosividad que tenía antes de la lesión, y así, hacer lo suficiente en la cancha para justificar su presencia en el Draft de la NBA de 1999 después de su segundo año universitario.

### NBA

#### Charlotte/New Orleans Hornets
Baron Davis fue elegido el número 3 del 1999 por Charlotte Hornets. En su primer año, dio descanso a Eddie Jones y a David Wesley, pero en su segundo año fue titular los 82 partidos de la temporada con los Hornets. Davis encabezó a los Hornets a la segunda ronda de los Playoffs un año tras otro, en 2001, entrando como sexto equipo de conferencia, barrieron a los Miami Heat (terceros) encajándoles un 0-3, en segunda ronda, estuvo a un paso de alcanzar las Finales de Conferencia, los Milwaukee Bucks se tuvieron que esforzar para derrotarlos en el séptimo y último encuentro de la serie, ya que, en el sexto partido que se disputó en Charlotte, los Hornets se aventajaban por 3-2. El siguiente año derrotaron en primera ronda a los Orlando Magic 3-1, pero en la segunda sólo fueron capaces de ganar un partido a los New Jersey Nets.
En el verano de 2002, los Charlotte Hornets se trasladaron a Nueva Orleans. Davis no consiguió meter a los Hornets en Playoffs en su primer año en Nueva Orleans, pero para los del 2004 lo consiguió, en el que los Miami Heat se tomaron la revancha y les derrotaron por 4-3. Las lesiones golpearon a Davis mucha veces en New Orleans, aun así, fue elegido para los All-Star Game de 2002 y 2004.
Jugó para la selección de baloncesto de Estados Unidos en 2002 FIBA World Championship en el que su selección quedó en sexto lugar, el peor de su historia, en donde Davis tuvo un promedio de 7.8 puntos, 1.8 rebotes y 4 asistencias en 20,8 minutos de juego.

#### Warriors

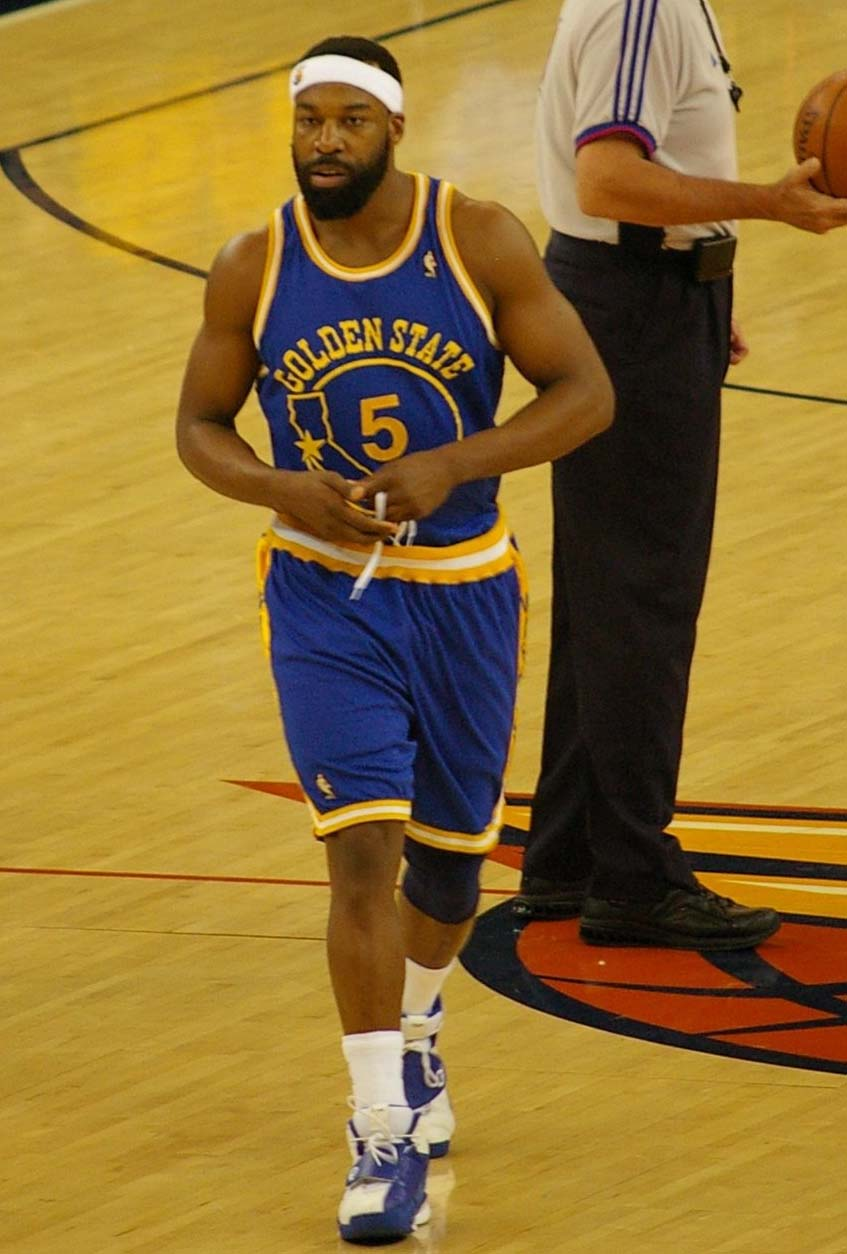
Davis en los Warriors con un uniforme "retro"

El 24 de febrero de 2005, Davis fue traspasado de los Hornets a los Golden State Warriors a cambio de Speedy Claxton y Dale Davis después de varios problemas con el entrenador de los Hornets y varias lesiones que le atormentaron. Con el movimiento los Warriors crearon uno de los juegos exteriores más potentes en el NBA con Davis y Jason Richardson, además, Davis regresó a California, donde él deseaba volver desde sus días en la Universidad de UCLA.

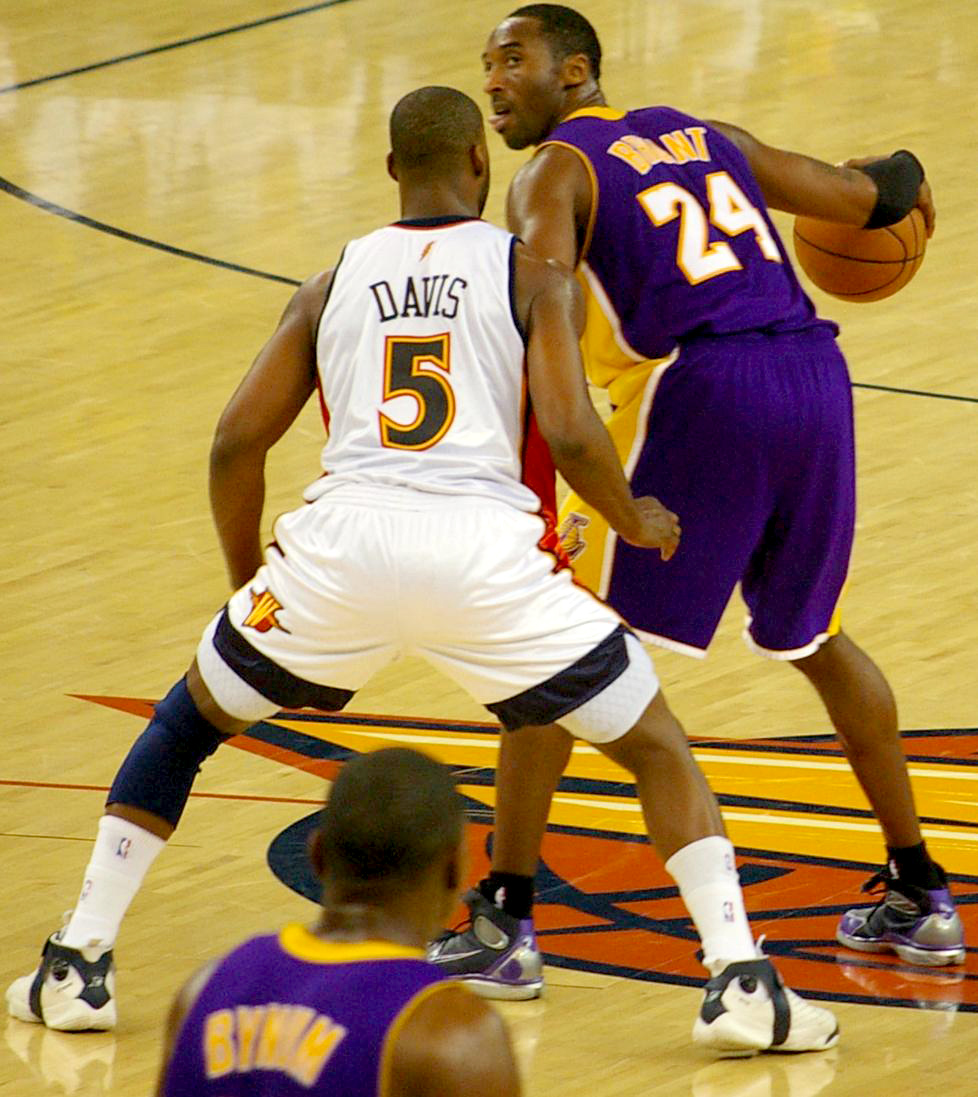
Davis defendiendo a Kobe Bryant

Después de dos temporadas en las que los Warriors estuvieron bajo el mando del entrenador Mike Montgomery, los Warriors contrataron a Don Nelson para la temporada 2006-2007. Su sistema de alta puntuación, conocido como el "run&gun", fue diseñado para ajustarse al estilo de Davis. Aunque Davis sufrió una lesión en la rodilla y se sometió a una operación durante la temporada, llevó a los Warriors a sus primeros Playoffs desde 1994. Los Golden State Warriors ganaron la primera ronda de los Playoffs contra los cabeza de serie Dallas Mavericks 4-2, lo que les hace ser los primeros que, acabando octavos de su conferencia en temporada regular, derrotan a los primeros de su conferencia, ya que la NBA cambió el formato de la primera ronda de Playoffs, de 5 a 7 encuentros. Es el mayor fracaso en la historia de los Playoffs de la NBA, los Mavericks salieron derrotados con un balance de 67-15, 25 partidos mejor que el de los Warriors, que fue un 42-40. Steve Kerr, entonces, analista de televisión, dijo del rendimiento de Davis en los Playoffs del 2007 "exagerado... increíblemente atlético, creativo y explosivo". En la siguiente ronda, contra los Utah Jazz, los Warriors fueron eliminados en 5 partidos, en la que los Jazz utilizaron un juego que muchos seguidores de los Warriors catalogaron de "sucio", con la principal arma de parar los contraataques (lo mejor de los Warriors) a base de faltas.

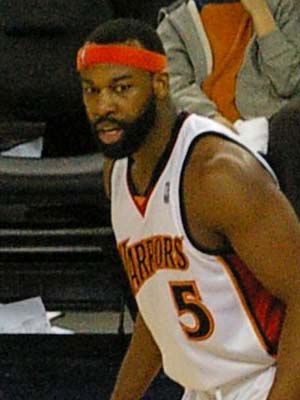
Baron Davis con la camiseta de los Warriors.

El rendimiento de Baron Davis en los Playoffs del 2007 impresionó a los analistas y aficionados del baloncesto, que le atribuyeron a Davis el alegado de mejor jugador de los Playoffs en donde promedió 25,3 puntos, 6,5 asistencias, 2,9 robos, y 4,5 rebotes por partido. Los Playoffs de Davis destacaron por sus numerosas bandejas acrobáticas, triples desde el medio del campo sobre la bocina, y un inolvidable mate sobre Andrei Kirilenko, de hecho, Davis con una sola mano mata el aro sobre el.
En los Playoffs del 2008, durante un partido contra los Phoenix Suns, el entrenador Don Nelson mantuvo a Davis en el banquillo después del descanso debido al mal juego de este (anotó 2-13 en tiros durante los 17 minutos que disputó). Perdiendo de catorce al inició de la segunda mitad, los Warriors acabaron perdiendo por seis. Algunos periodistas deportivos criticaron la decisión de Don Nelson de mandar al banquillo a la estrella de su equipo con una mitad entera por jugar, otros especularon sobre la posible fricción entre Davis y Nelson, lo cual Nelson negó. En la temporada 2007-08 los Warriors se quedaron fuera de los Playoffs a pesar de un balance de 48-34 (liderados por Davis, que se mantuvo libre de lesiones durante toda la temporada con promedios de 21.6 puntos, 4.6 rebotes y 8 asistencias ). El agente de Davis, Todd Ramasar declaró que Davis podría optar por salirse de su contrato con los Warriors para buscar otras opciones. Chris Mullin y Baron Davis se sentaron a negociar y llegaron a un acuerdo para extender su contrato por 17,8 millones de dólares al año, sin embargo, la oferta tenía que ser aprobada por el presidente del equipo, Robert Rowell, que vetó la operación. El 30 de junio de 2008, Davis decidió probar suerte en el mercado de agentes libres junto a Gilbert Arenas y Corey Maggette.

#### Post-Warriors y retirada
El 10 de julio de 2008 fichó por los Clippers firmando un contrato cuya cifra ascendió hasta los 65 millones de dólares en 5 años, para así, jugar en su ciudad natal, Los Ángeles. Davis firmó con los Clippers con la intención de jugar al lado de Elton Brand, pero este se salió de su contrato y firmó por los Philadelphia 76ers, Davis afirmó que esa decisión no influyó en la suya de irse a Los Ángeles.
El 20 de noviembre de 2008, en el Staples Center frente a los Denver Nuggets, Davis alcanzó y superó las 5.000 asistencias en su carrera.
El 24 de febrero de 2011, en un buen estado de forma, es traspasado a los Cleveland Cavaliers junto con una selección de primera ronda (que resultó ser la primera selección en el Draft de la NBA 2011) a cambio de Mo Williams y Jamario Moon. Este movimiento, que le llevó a Cleveland, hizo que Davis y Byron Scott se reencontraran, a lo que Davis dijo: "Sé que estamos juntos por una razón. Hay algunas cosas en mi juego que se pueden beneficiar con su sistema". Davis optó por usar el dorsal 85 en honor a sus abuelos que lo criaron en Los Ángeles y cuya casa estaba en la Calle 85. En su debut con los Cavs, Davis anotó 18 puntos, atrapó cuatro rebotes y dio 5 asistencias en la victoria sobre los New York Knicks.
En diciembre de 2011, Davis fichó como agente libre por New York Knicks.
El 7 de mayo de 2012, al hacer una entrada en bandeja por el cuarto partido de la serie de playoffs entre Miami Heat y New York Knicks, Baron Davis se lesionó la rodilla derecha debido a la rotura de ligamentos cruzados y laterales y el desgarro parcial del tendón de la rótula. Con 34 años y estimando que su recuperación demandará al menos 12 meses, este podría haber sido su último partido como profesional en la NBA.
En verano de 2012 se convirtió en agente libre restringido, pero sabiendo que no volvería a las pistas, mínimo, hasta mayo de 2013. Regresó en julio de 2015, anotando 44 puntos en la Drew League (la cual fue el título de su documental: The Drew: No Excuse, Just Produce), y anunció su interés en regresar a la NBA.
El 15 de enero de 2016 firma contrato con la NBA Development League, siendo adquirido, el 2 de marzo, por los Delaware 87ers. Debutó dos días después ante Iowa Energy, y en seis encuentros promedió 12,8 puntos.
Al año siguiente participó en el NBA Celebrity All-Star Game 2017.
El 22 de junio de 2018, debutó en la liga BIG3, con los 3's Company, finalizando la temporada promediando 15,2 puntos.

### Selección nacional
En verano de 2001 fue parte del equipo que representó a Estados Unidos en los Goodwill Games de 2001, y que se llevó la medalla de oro.
Davis fue integrante del combinado absoluto estadounidense que participó en el Mundial de 2002 y que terminó en sexta posición.

## Estadísticas de su carrera en la NBA
|  | Récord de la NBA |
|  | Líder de la liga |

### Temporada regular
| Año      | Equipo        | PJ  | PT  | MPP  | %TC  | %3P  | %TL  | RPP | APP | ROB | TPP | PPP  |
| -------- | ------------- | --- | --- | ---- | ---- | ---- | ---- | --- | --- | --- | --- | ---- |
| 1999–00  | Charlotte     | 82  | 0   | 18.6 | .420 | .225 | .634 | 2.0 | 3.8 | 1.2 | .2  | 5.9  |
| 2000–01  | Charlotte     | 82  | 82  | 38.9 | .427 | .310 | .677 | 5.0 | 7.3 | 2.1 | .4  | 13.8 |
| 2001–02  | Charlotte     | 82  | 82  | 40.5 | .417 | .356 | .580 | 4.3 | 8.5 | 2.1 | .6  | 18.1 |
| 2002–03  | New Orleans   | 50  | 47  | 37.8 | .416 | .350 | .710 | 3.7 | 6.4 | 1.8 | .4  | 17.1 |
| 2003–04  | New Orleans   | 67  | 66  | 40.1 | .395 | .321 | .673 | 4.3 | 7.5 | 2.4 | .4  | 22.9 |
| 2004–05  | New Orleans   | 18  | 13  | 32.9 | .366 | .321 | .771 | 3.7 | 7.2 | 1.7 | .2  | 18.9 |
| 2004–05  | Golden State  | 28  | 19  | 35.3 | .401 | .341 | .755 | 3.9 | 8.3 | 1.8 | .4  | 19.5 |
| 2005–06  | Golden State  | 54  | 48  | 36.5 | .389 | .315 | .675 | 4.4 | 8.9 | 1.6 | .3  | 17.9 |
| 2006–07  | Golden State  | 63  | 62  | 35.3 | .439 | .304 | .745 | 4.4 | 8.1 | 2.1 | .5  | 20.1 |
| 2007–08  | Golden State  | 82  | 82  | 39.0 | .426 | .330 | .750 | 4.7 | 7.6 | 2.3 | .5  | 21.8 |
| 2008–09  | L.A. Clippers | 65  | 60  | 34.6 | .370 | .302 | .757 | 3.7 | 7.7 | 1.7 | .5  | 14.9 |
| 2009–10  | L.A. Clippers | 75  | 73  | 33.6 | .406 | .277 | .821 | 3.5 | 8.0 | 1.7 | .6  | 15.3 |
| 2010–11  | L.A. Clippers | 43  | 35  | 29.5 | .416 | .296 | .760 | 2.8 | 7.0 | 1.4 | .5  | 12.8 |
| 2010–11  | Cleveland     | 15  | 9   | 25.3 | .421 | .414 | .815 | 2.4 | 6.1 | 1.1 | .4  | 13.9 |
| 2011–12  | New York      | 29  | 14  | 20.5 | .370 | .306 | .667 | 1.9 | 4.7 | 1.2 | .1  | 6.1  |
| Total    | Total         | 835 | 692 | 34.2 | .409 | .320 | .711 | 3.8 | 7.2 | 1.8 | .4  | 16.1 |
| All-Star | All-Star      | 2   | 0   | 14.5 | .286 | .111 | .000 | .5  | 6.0 | .5  | .0  | 4.5  |

### Playoffs
| Año   | Equipo       | PJ | PT | MPP  | %TC  | %3P  | %TL   | RPP | APP | ROB | TPP | PPP  |
| ----- | ------------ | -- | -- | ---- | ---- | ---- | ----- | --- | --- | --- | --- | ---- |
| 2000  | Charlotte    | 4  | 0  | 14.3 | .435 | .167 | .500  | 1.5 | 1.5 | 1.0 | .0  | 5.8  |
| 2001  | Charlotte    | 10 | 10 | 39.7 | .480 | .400 | .714  | 4.4 | 5.8 | 2.8 | .5  | 17.8 |
| 2002  | Charlotte    | 9  | 9  | 44.6 | .378 | .339 | .597  | 7.0 | 7.9 | 3.6 | .6  | 22.6 |
| 2003  | New Orleans  | 5  | 5  | 38.8 | .446 | .343 | .727  | 3.6 | 8.4 | 1.4 | .4  | 20.4 |
| 2004  | New Orleans  | 7  | 7  | 37.1 | .377 | .327 | .758  | 4.1 | 7.0 | 1.6 | .7  | 18.1 |
| 2007  | Golden State | 11 | 11 | 40.5 | .513 | .373 | .770  | 4.5 | 6.5 | 2.9 | .6  | 25.3 |
| 2012  | New York     | 4  | 4  | 24.3 | .478 | .286 | 1.000 | .8  | 3.3 | .0  | .0  | 7.8  |
| Total | Total        | 50 | 46 | 37.0 | .442 | .350 | .709  | 4.3 | 6.2 | 2.3 | .5  | 18.8 |

## Vida personal
El 30 de enero de 2014, se casó con Isabella Brewster, hermana de la actriz Jordana Brewster. En abril de 2014, la pareja anunció que estaban esperando un hijo. En enero de 2016, nació su segundo hijo.
La pareja se separa en junio de 2017. A finales de 2017, se le vio varias veces acompañado de la actriz Laura Dern.

### Carrera en los medios
Davis ha manifestado un notorio interés por integrarse a la industria cinematográfica de Estados Unidos, desempeñándose como actor y productor. 
Encarnó al jugador de baloncesto ficticio Corben Smith en la película china My Other Home -que protagoniza Stephon Marbury-, y a Billy Crane, otro baloncestista, en siete episodios de la serie de televisión Sin City Saints. Además apareció en pequeños roles en producciones como The Forgotten, That's My Boy, The Haunted Hathaways, Joe Dirt 2 y Mozart in the Jungle.
Del mismo modo, Davis ha interpretado una versión ficticia de sí mismo en las películas The Cookout, Entourage, The Night Before y Joy Ride, como también en las series de televisión Lincoln Heights, Arliss, The Mindy Project y Sneakerheads (de hecho en 2019 protagonizó la sitcom WTF, Baron Davis, transmitida por Fuse).
En 2015 intervino en la cuarta versión del cortometraje publicitario Uncle Drew junto a sus colegas Kyrie Irving y Ray Allen, y el comediante J. B. Smoove.
Entre 2017 y 2019 participó del segmento "Players Only" del popular programa Inside the NBA de la cadena TNT Sports.
Davis escribió, produjo, dirigió y actuó en la comedia Domino: Battle of the Bones, en la que también aparecen David Arquette y Snoop Dogg. La obra se estrenó en 2021.
Ese mismo año condujo la sexta temporada del programa Small Business Revolution junto a Amanda Brinkman. Como creador de la consultora empresarial Business Inside the Game, se ocupó de documentar el proceso de asesoramiento de varias pymes conducidas por afroestadounidenses. Asimismo también lanzó el podcast Point God a través de la plataforma SLiC Sports, otra creación suya. En el mismo entrevistó a diversas personalidades para ayudarlo a determinar quien es el mejor base de la historia y de la actualidad de la NBA.
Como productor ejecutivo ha auspiciado varios cortometrajes de terror, pero también ha trabajado en proyectos como los documentales sobre baloncesto Streetball Confidential, Sole Man y The Drew: No Excuse, Just Produce, los documentales sobre cultura afroestadounidense Crips and Bloods: Made in America y Fire on the Hill, y los largometrajes Asylum, Autopsy, American Summer, Life Tracker, Senior Love Triangle y Young. Wild. Free.
Ha sido también fundador del estudio de desarrollo de videojuegos 5 Balloons Interactive en 2012 y de la productora de contenido multimedia The Black Santa Company en 2016.

## Logros y reconocimientos
NBA
- 2× All-Star (2002, 2004)
- Tercer mejor quinteto de la NBA (2004)
- 2× máximo recuperador de la temporada NBA (2004, 2007)
- Campeón del NBA Skills Challenge (2004)
- Autor de la canasta más lejana de la historia de la NBA desde 27 metros y 12 centímetros (89 pies).

Universidad
- AP Third-team All-American (1999)
- First-team All-Pac-10 (1999)
- Pac-10 Freshman of the Year (1998)
- Pac-10 All-Freshman Team (1998)
- Great Alaska Shootout All-Tournament Team
- UCLA Athletics Hall of Fame (2016)

High school
- Gatorade Player of the Year (1997)
- McDonald's All-American (1997)
- California Mr. Basketball (1997)

### Estadísticas enAll-Star Game
| Año  | Equipo | MIN | PTS | REB | AST | ROB | TAP | TC%  | T3%  | TL% |
| ---- | ------ | --- | --- | --- | --- | --- | --- | ---- | ---- | --- |
| 2002 | Este   | 13  | 2   | 1   | 5   | 0   | 0   | 25.0 | 0.0  | 0.0 |
| 2004 | Este   | 16  | 7   | 0   | 7   | 1   | 0   | 33.3 | 16.7 | 0.0 |